# Histoire militaire du Luxembourg
L’Histoire militaire du Luxembourg est l'ensemble des faits de l'histoire militaire européenne qui se déroulèrent sur le territoire de l'actuelle Province du Luxembourg en Belgique et du Grand-Duché de Luxembourg.

### Naissance du Grand-Duché indépendant (1867)

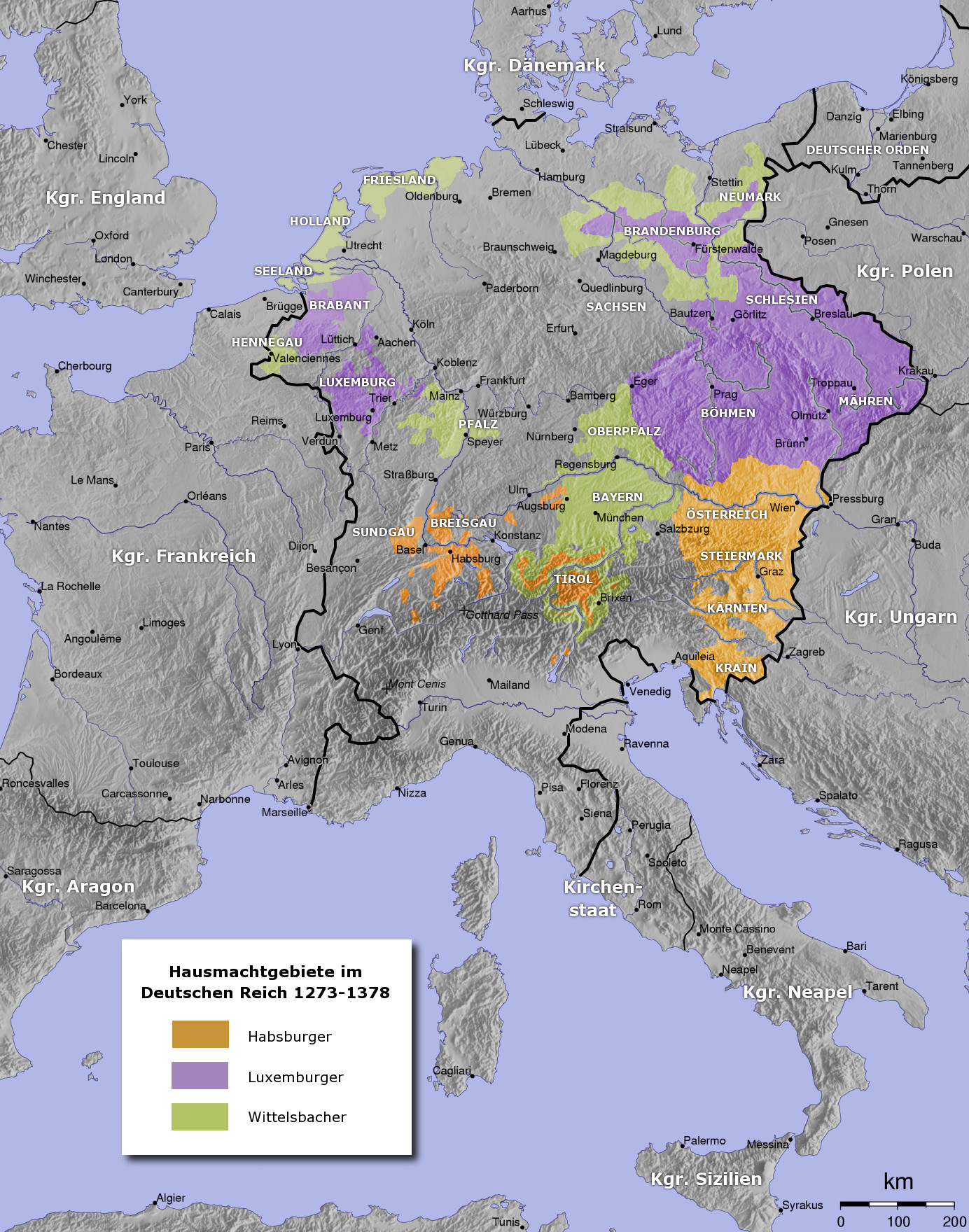
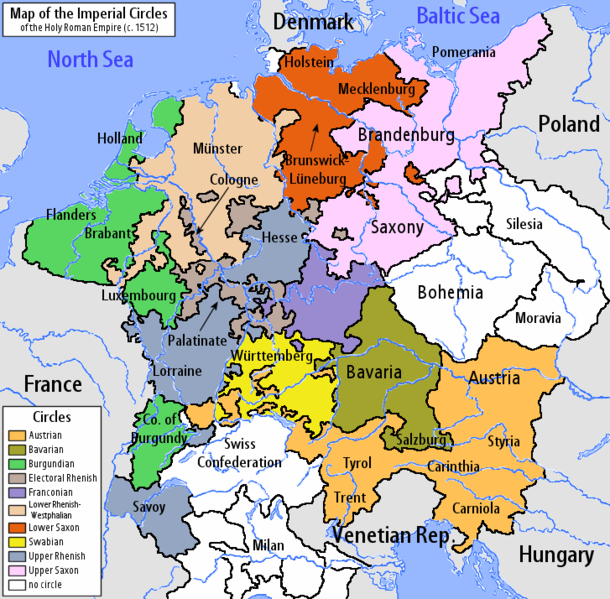
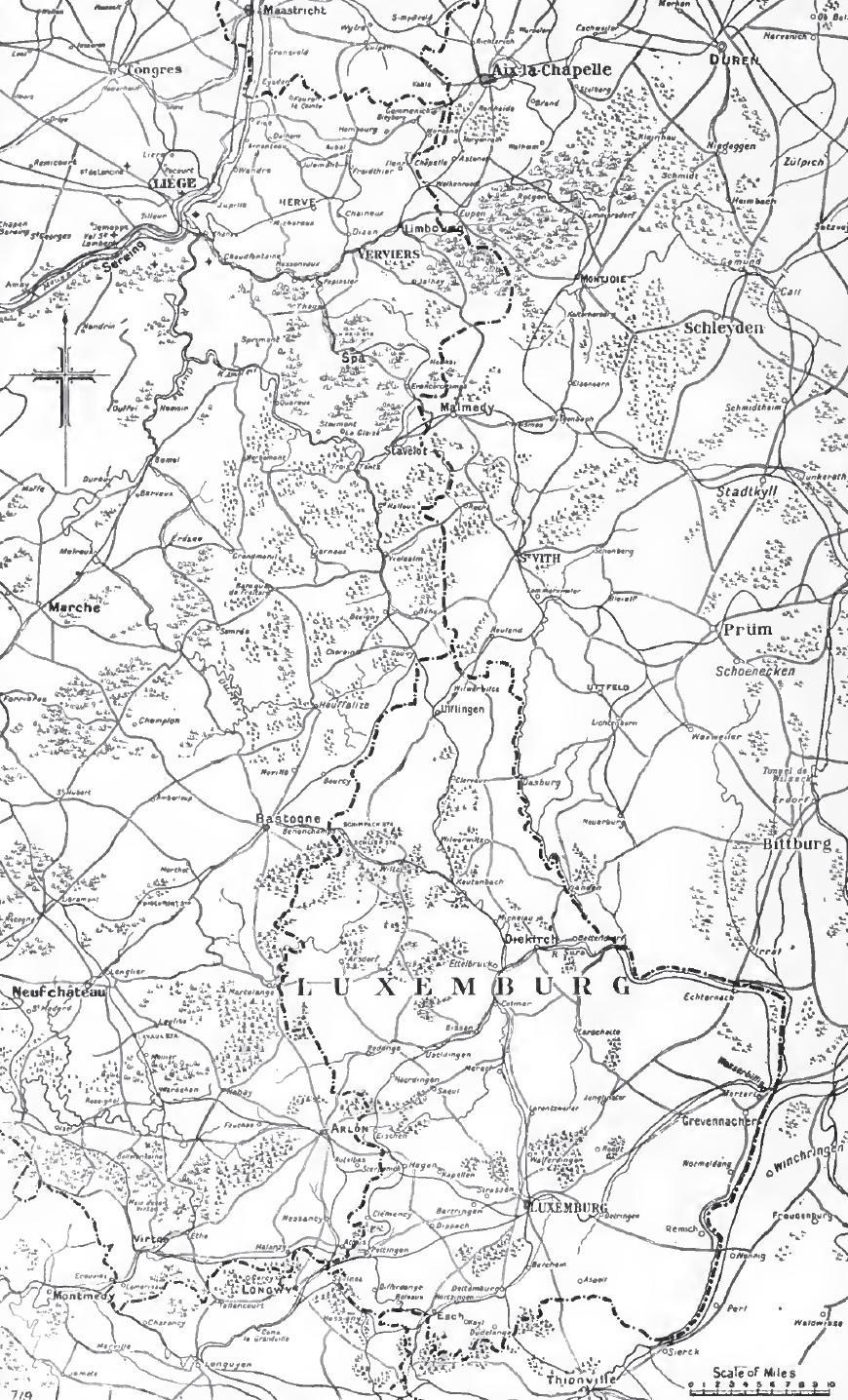

## XVIIIe siècle

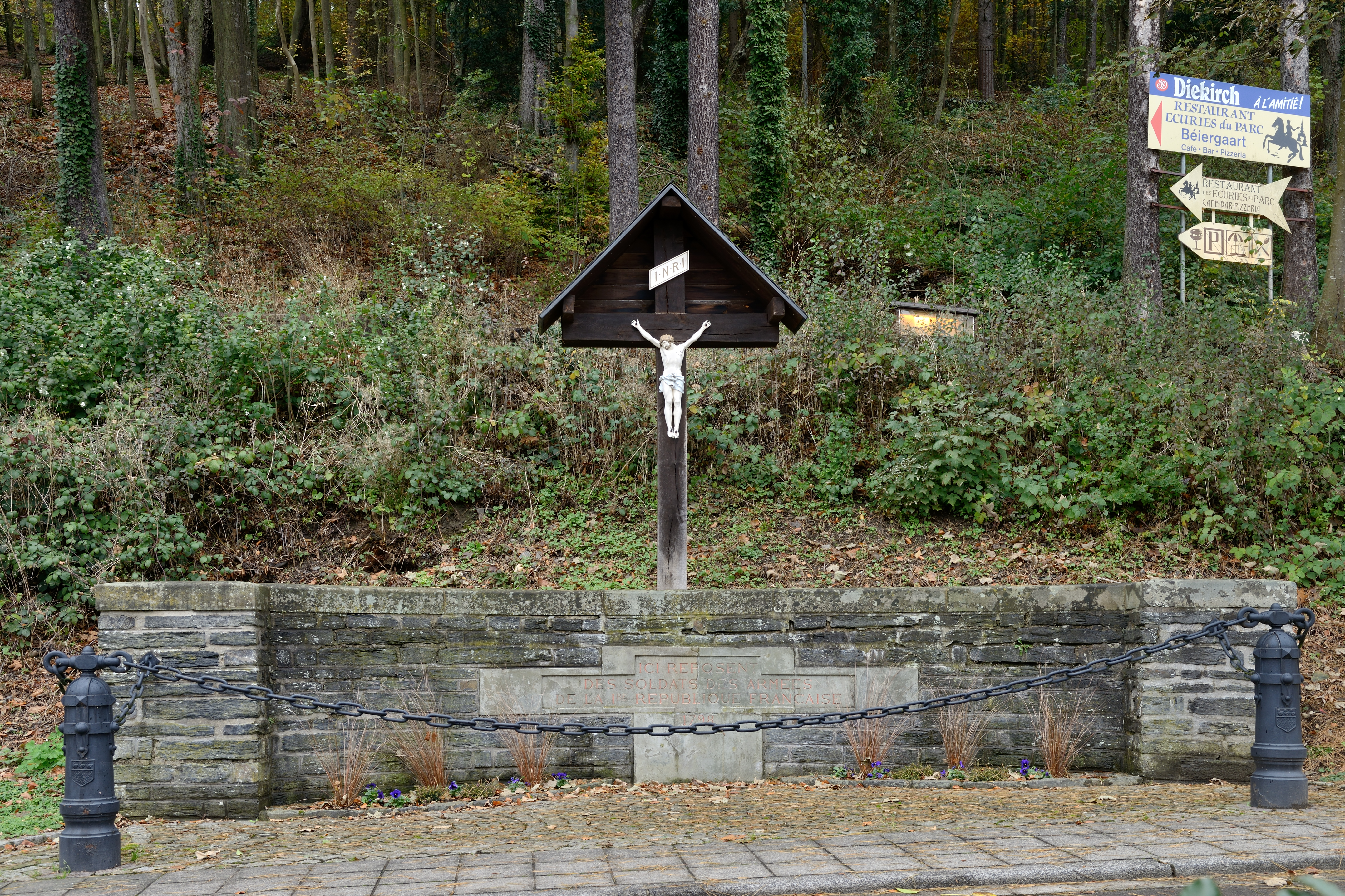

## Première Guerre mondiale

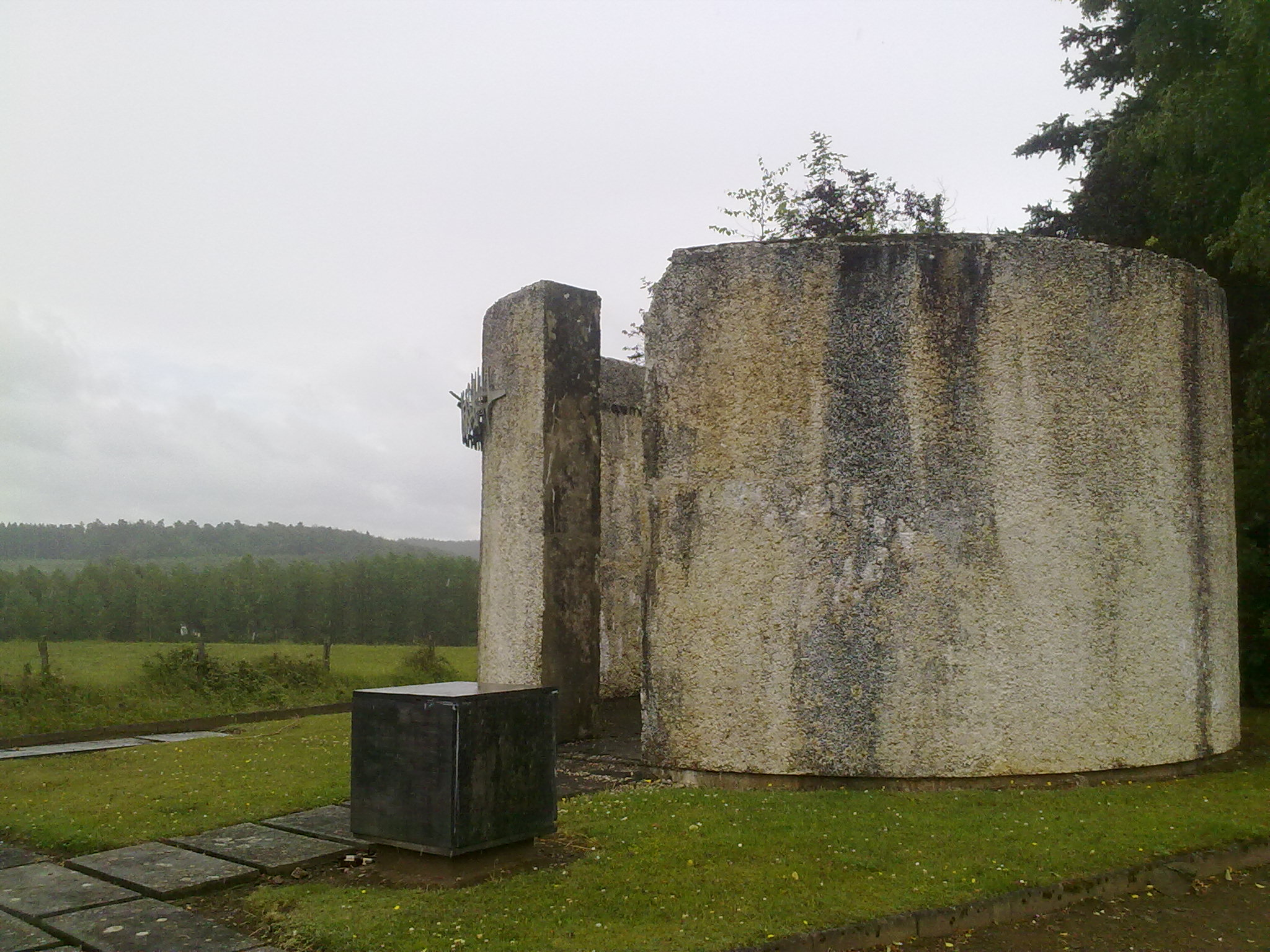

### Bataille des Ardennes

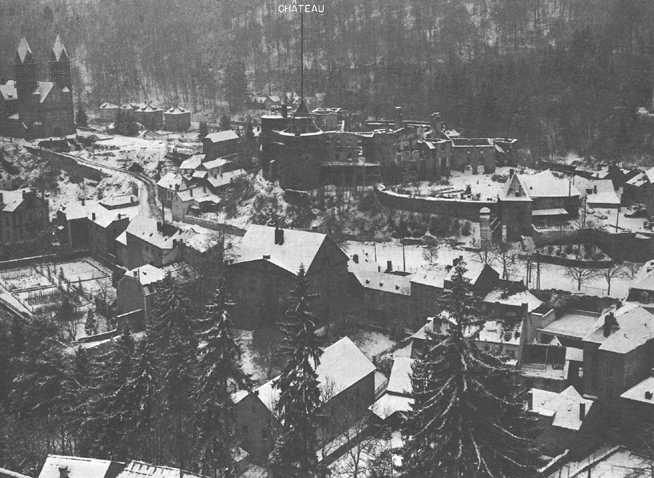
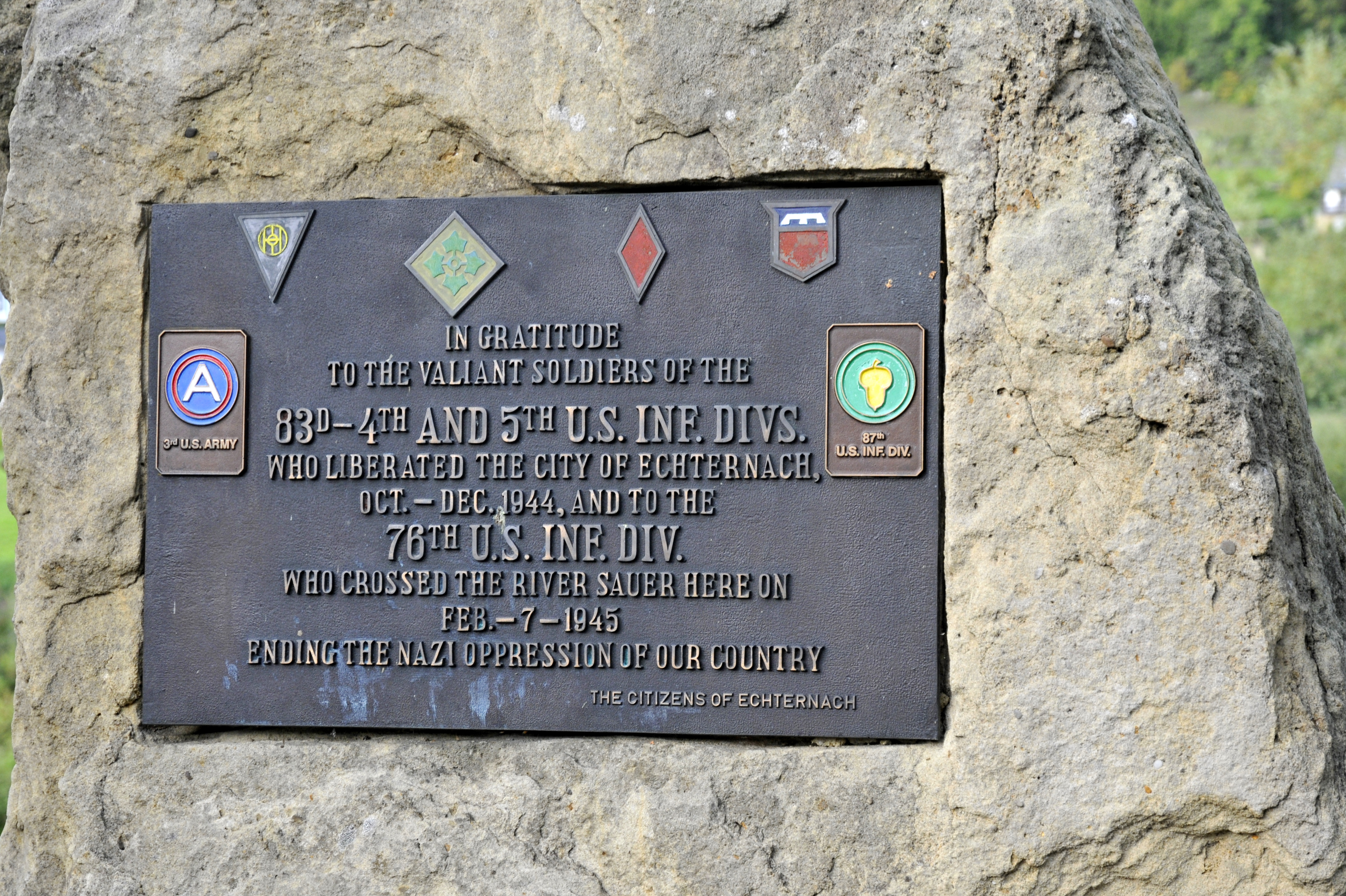

## Soldats luxembourgeois au service des puissances étrangères
- Dragons wallons - dits « Dragons de Latour »
- Soldats luxembourgeois des armées françaises (1792-1815)
- « Malgré-nous » (seconde guerre mondiale)
- Volontaires luxembourgeois dans les forces alliées